# أستراليا المفتوحة 1983
هنا قائمة ببطولات أستراليا المفتوحة لسنة 1983:

## الكبار

### فردي رجال
ماتس ويلندر () هزم إيفان ليندل (), 6-3, 6-3, 6-2

### فردي سيدات
مارتينا نافراتيلوفا () هزم كاثي جوردن (), 6-2, 7-6